# Крушинский, Анатолий Станиславович
Анато́лий Станисла́вович Круши́нский (род. 7 мая 1949, Киев, Украинская ССР, СССР) — украинский архитектор, член Союза архитекторов Украины с 1975 года.

## Биография
Родился в г. Киеве, 1974 году окончил Киевский инженерно-строительный институт, архитектурный факультет, кафедра интерьера.
С 1974 года — архитектор в проектном институте «Киевметропроект» — Киевском филиале Проектно-изыскательского института «Метрогипротранс» (с марта 1991 года — Государственный проектно-изыскательский институт «Киевметропроект», с 1994 года — Государственное предприятие «Проектный институт „Укрметротоннельпроект“»). Ныне — главный архитектор проектного института «Укрспецтоннельпроект» в Киеве.

## Творчество

### Станции метро
Архитектор — автор проектов станций Киевского метрополитена (в составе авторских коллективов):
- «Почтовая площадь» (1976, совместно с архитекторами Вольдемаром Богдановским, Игорем Масленковым, Тамарой Целиковской, художниками Ириной Левитской, Юрием Кисличенко).
- «Лесная» (1979, бывшее название «Пионерская»; совместно с архитекторами Игорем Масленковым, Тамарой Целиковской, Натальей Чуприно́й с участием Александра Працюка, Фёдора Зарембы, Ларисы Лепёхиной, художниками Ириной Левитской, Юрием Кисличенко, Анной Шарай).
- «Тараса Шевченко» (1980, совместно с архитекторами Игорем Масленковым, Тамарой Целиковской, Александром Працюком, художником Александром Миловзоровым).
- «Почайна» (1980, бывшее название «Петровка»; совместно с архитекторами Игорем Масленковым, Тамарой Целиковской, Александром Працюком, художниками Людмилой Семыкиной, Сетраком Бароянцем).
- «Оболонь» (1980, бывшее название «Проспект Корнейчука»; совместно с архитекторами Тамарой Целиковской, Александром Працюком, художником Петром Ганжой).
- «Площадь Льва Толстого» (1981, подземный вестибюль, совместно с архитектором Тамарой Целиковской).
- «Олимпийская» (1981, бывшее название «Республиканский стадион»; совместно с архитектором Тамарой Целиковской, художником Александром Миловзоровым).
- «Дворец Украина» (1984, бывшее название «Красноармейская»; совместно с архитекторами Тамарой Целиковской, Николаем Алёшкиным, художниками Степаном Кириченко, Романом Кириченко).
- «Лыбедская» (1984, бывшее название «Дзержинская»; совместно с архитекторами Валентином Ежовым, Тамарой Целиковской с участием Александра Панченко, художниками Эрнестом Котковым, Николаем Бартосиком, скульптором Макаром Вронским). С 1994 года станция имеет статус «вновь выявленный объект культурного наследия», памятник архитектуры и градостроительства, монументально-декоративного искусства [1][2].
- «Театральная» (1987, бывшее название «Ленинская»; совместно с архитекторами Николаем Алёшкиным, Тамарой Целиковской, скульптором Анатолием Кущём.
- «Золотые ворота» (1989, наземный вестибюль, совместно с архитектором Фёдором Зарембой).
- «Дворец спорта» (1989, совместно с архитекторами Николаем Алёшкиным, Н. С. Гороховской).
- «Кловская» (1989, бывшее название «Мечникова»; подземный вестибюль, совместно с архитекторами Л. И. Качаловой, Ольгой Черевко).
- «Дружбы народов» (1991, совместно с архитектором Николаем Алёшкиным).
- «Осокорки» (1992, совместно с художниками Александром Бородаем, Александром Бабаком).
- «Академгородок» (2003, совместно с архитекторами Тамарой Целиковской, Валерием Гневышевым, Николаем Алёшкиным).

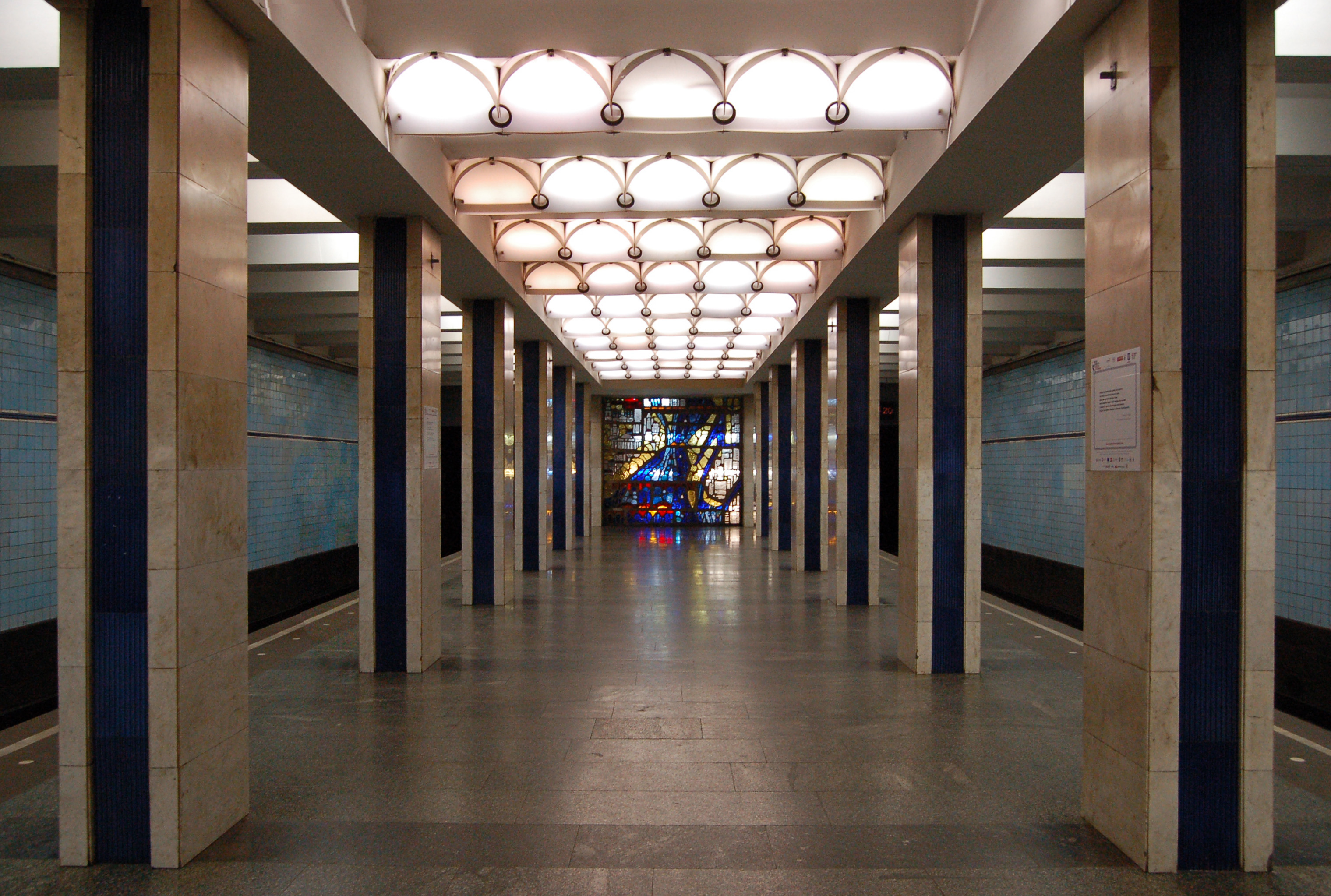
Станция метро «Почтовая площадь»
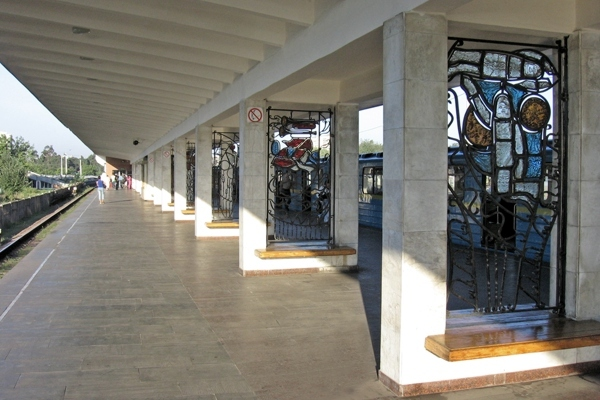
Станция метро «Лесная»
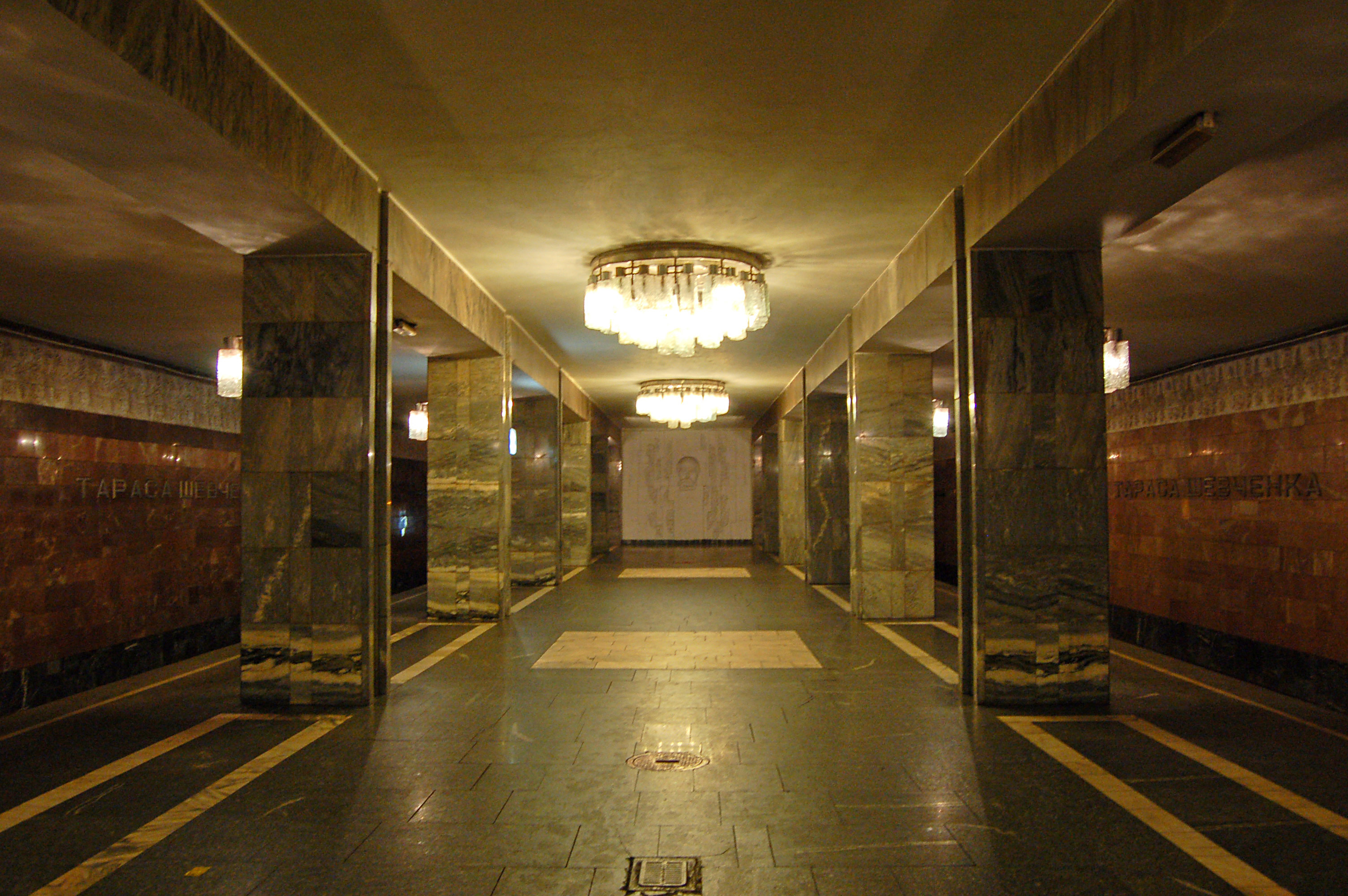
Станция метро «Тараса Шевченко»
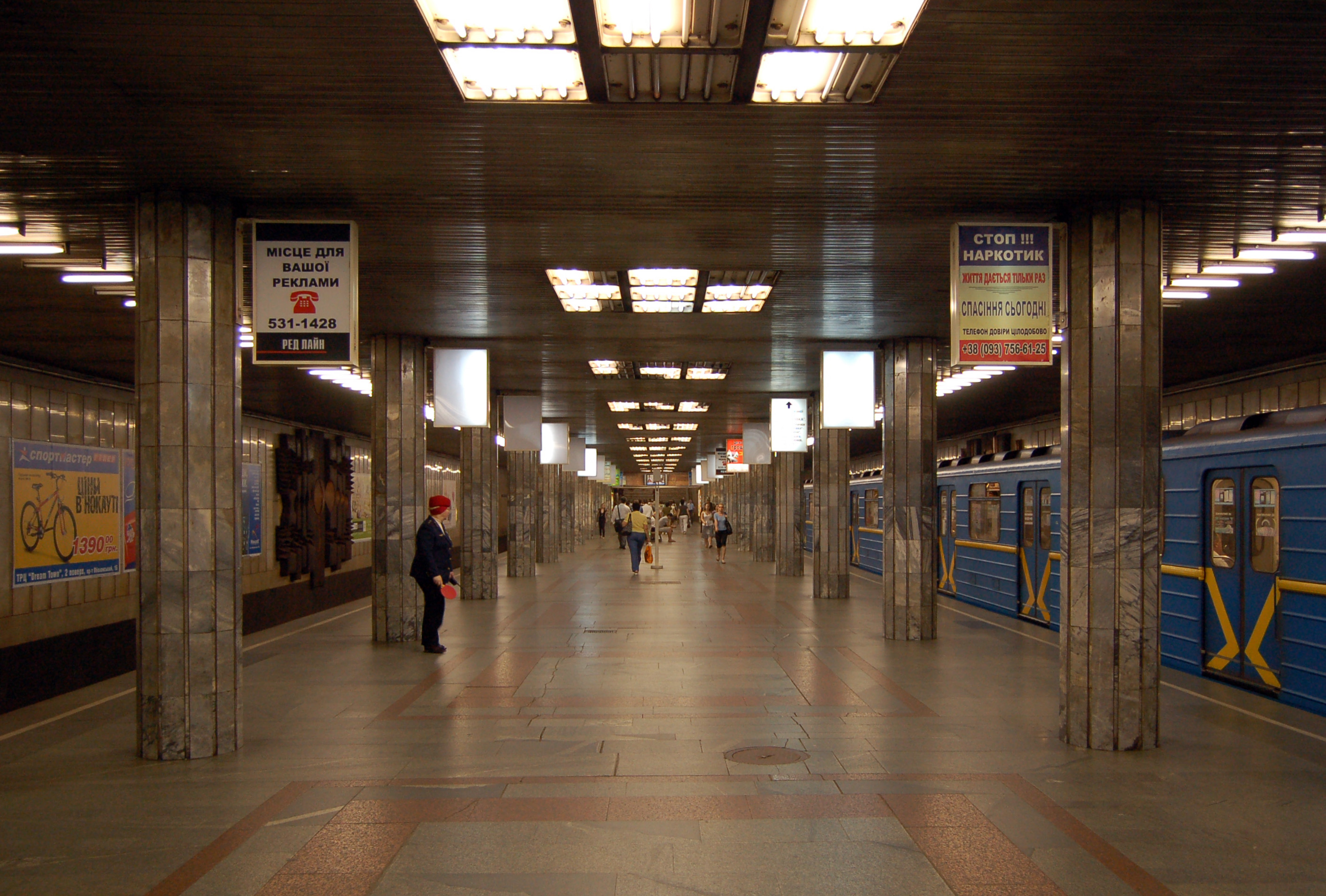
Станция метро «Почайна»
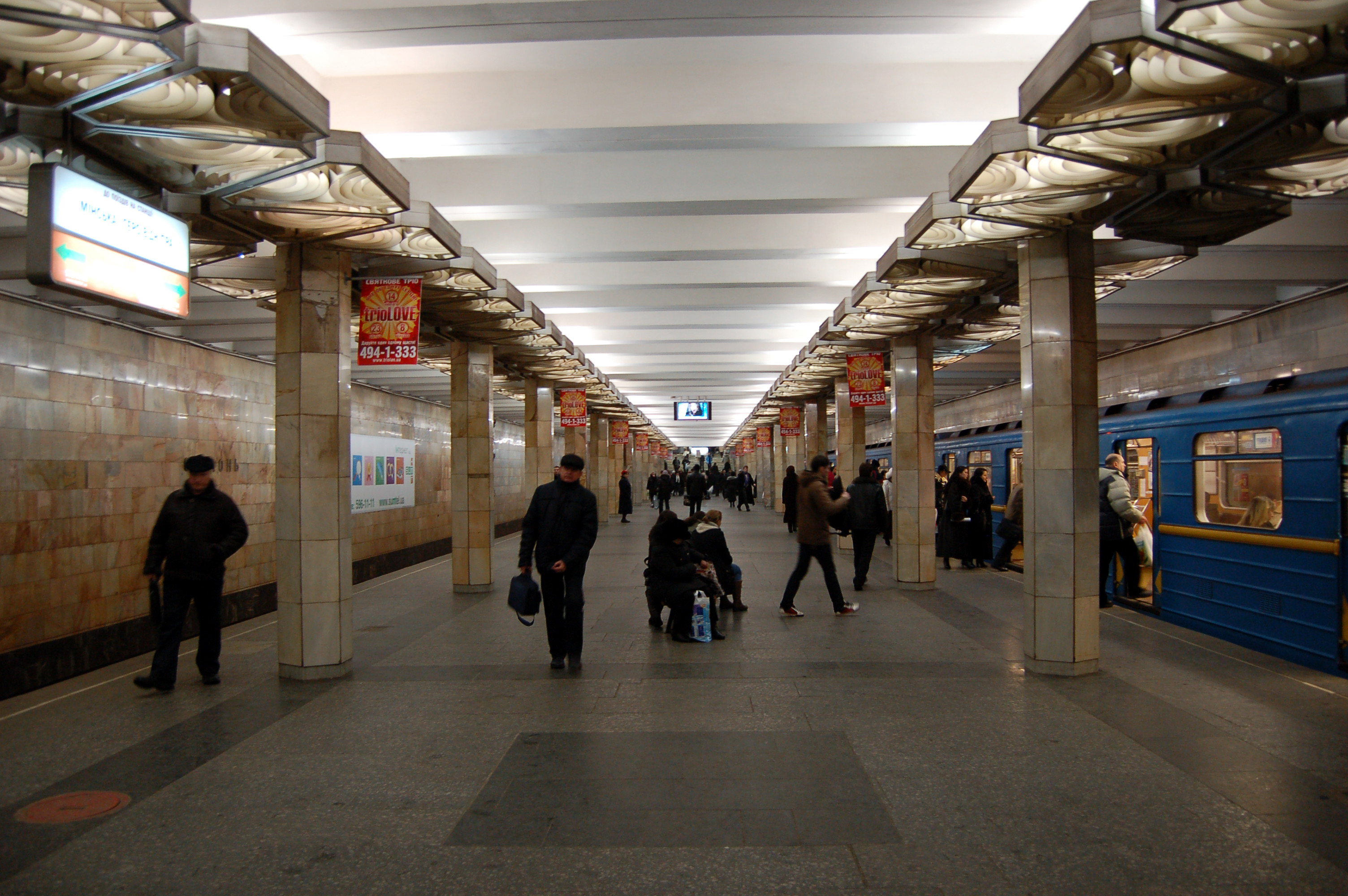
Станция метро «Оболонь»
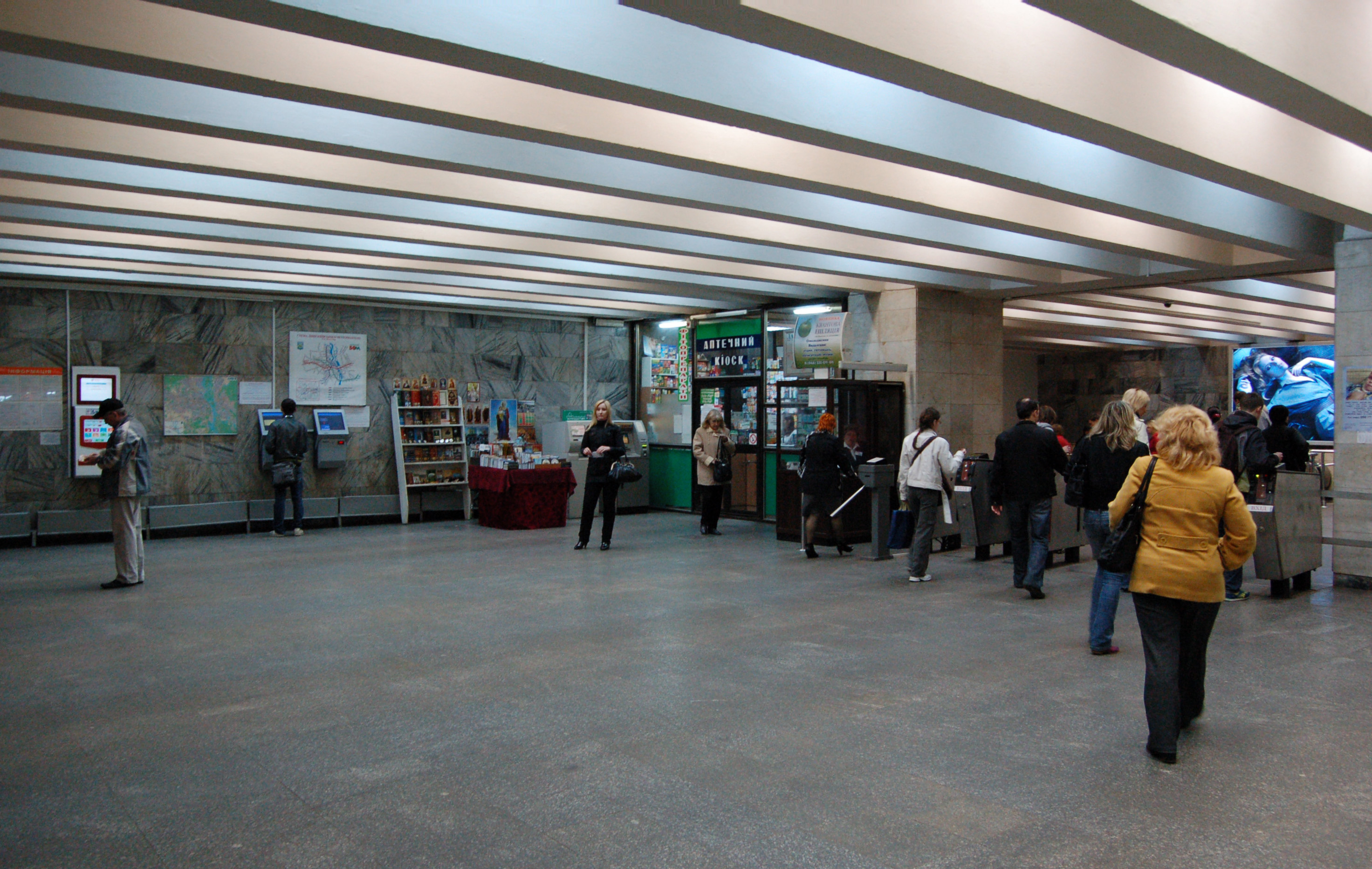
Станция метро «Площадь Льва Толстого», подземный вестибюль
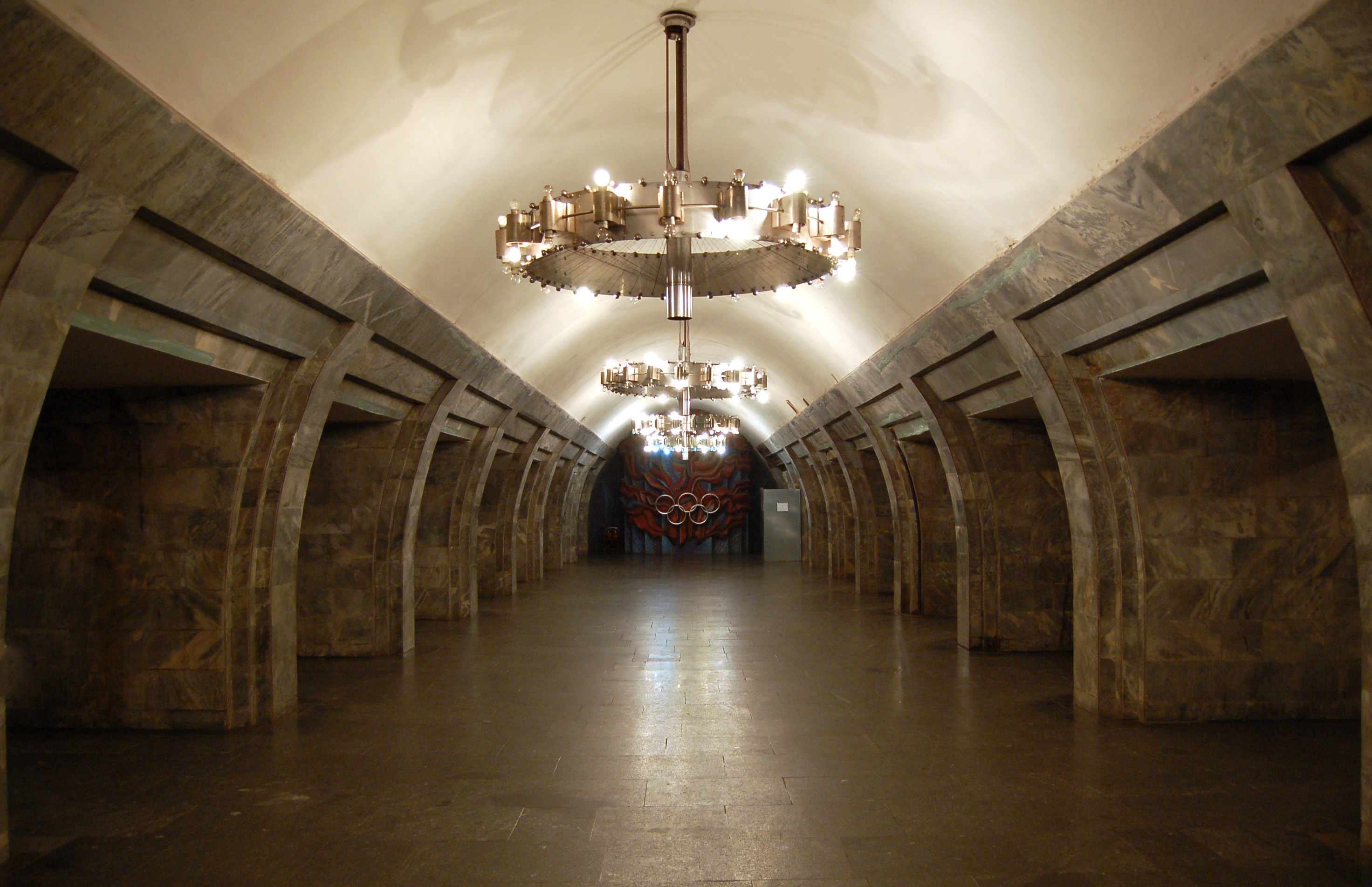
Станция метро «Олимпийская»
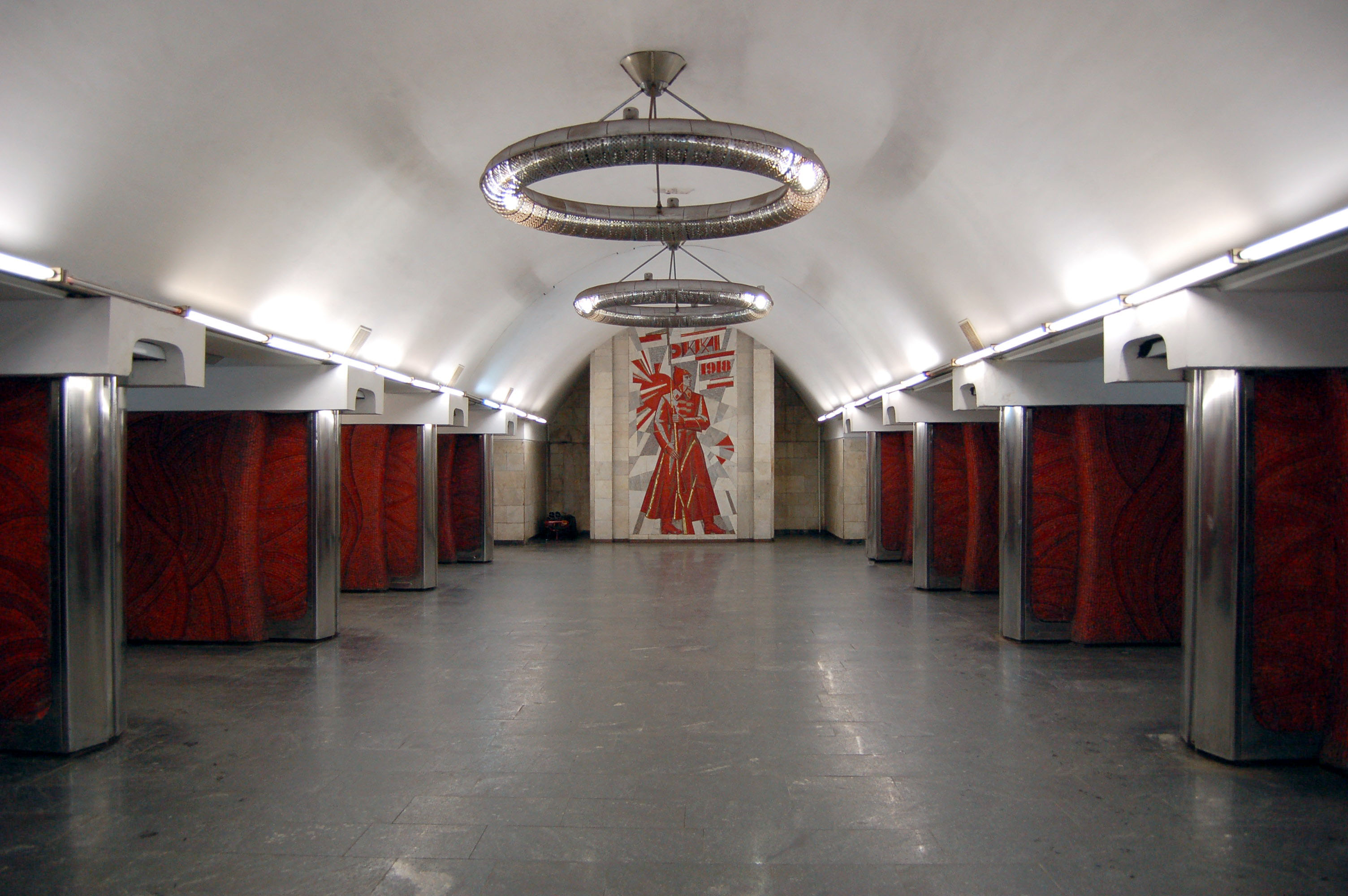
Станция метро «Дворец Украина»
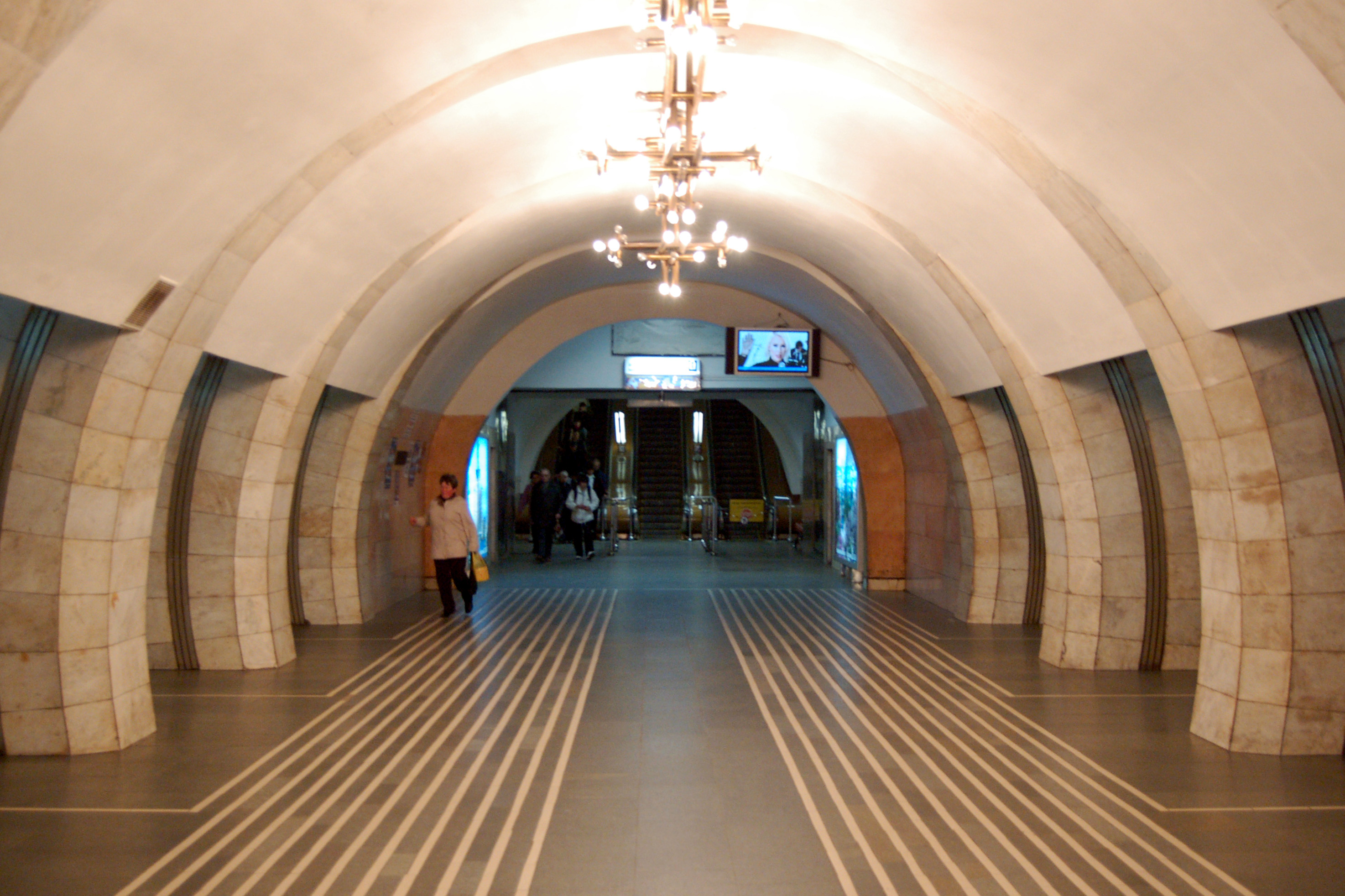
Станция метро «Лыбедская»
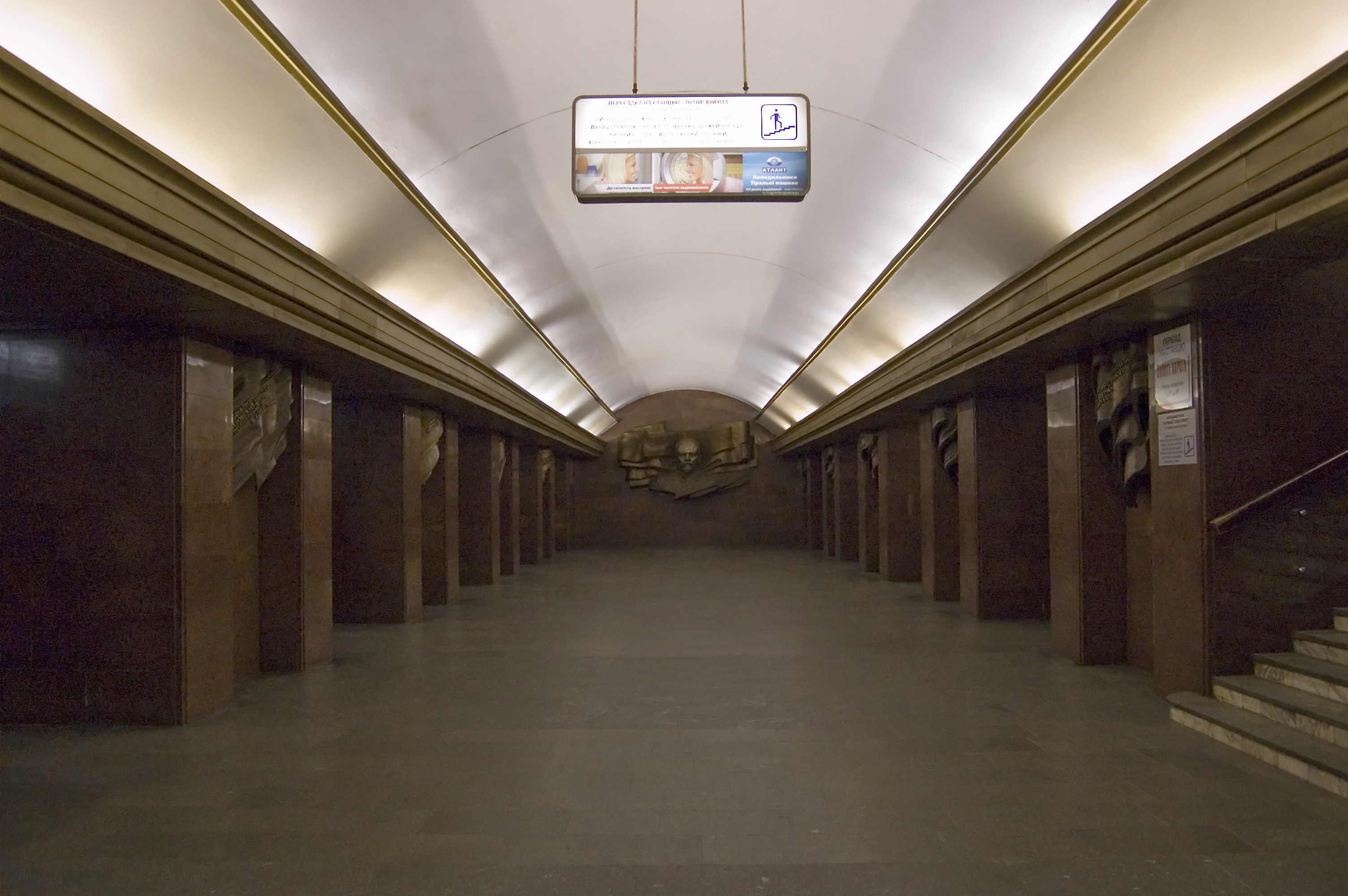
Станция метро «Театральная»
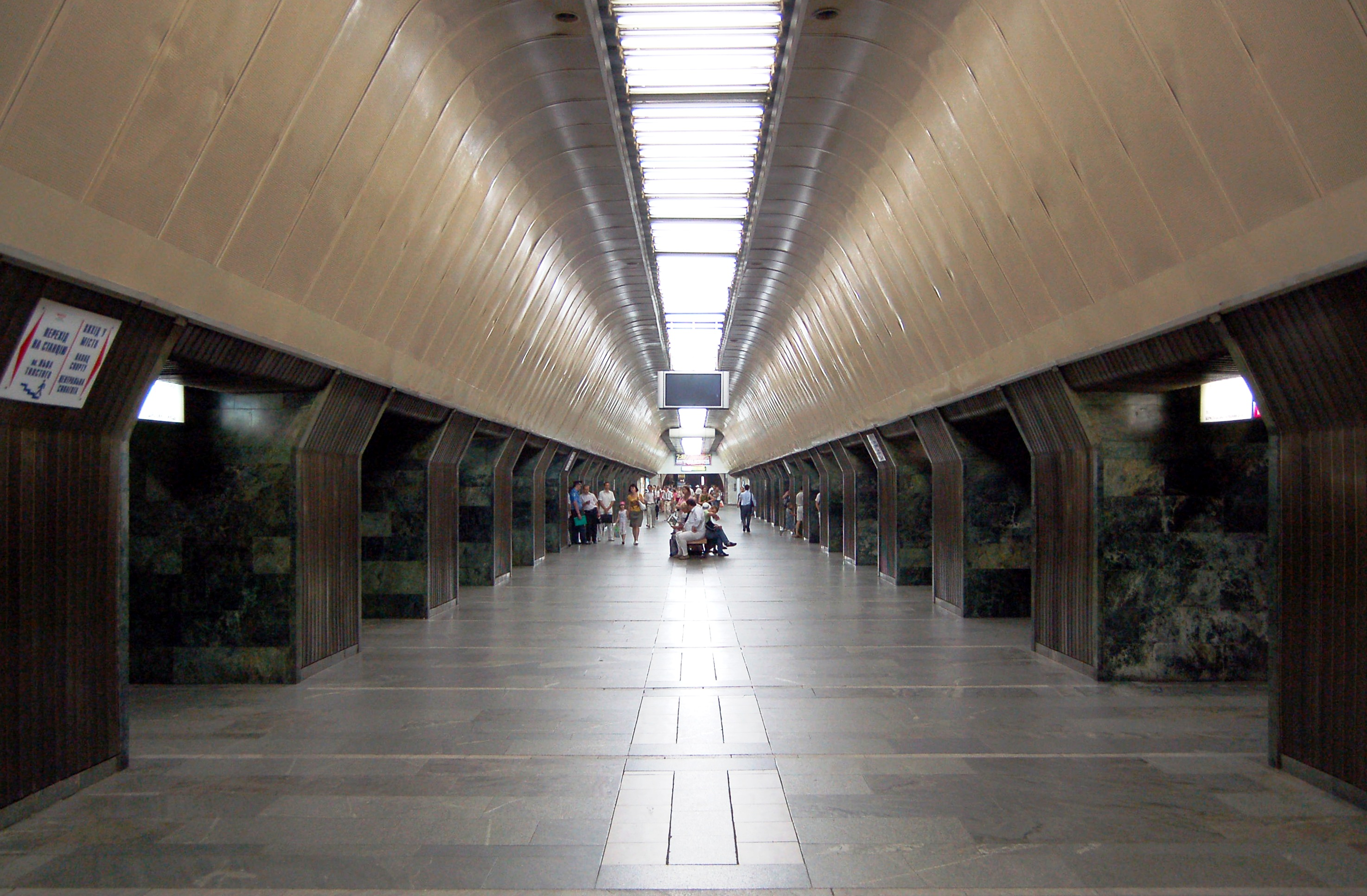
Станция метро «Дворец спорта»
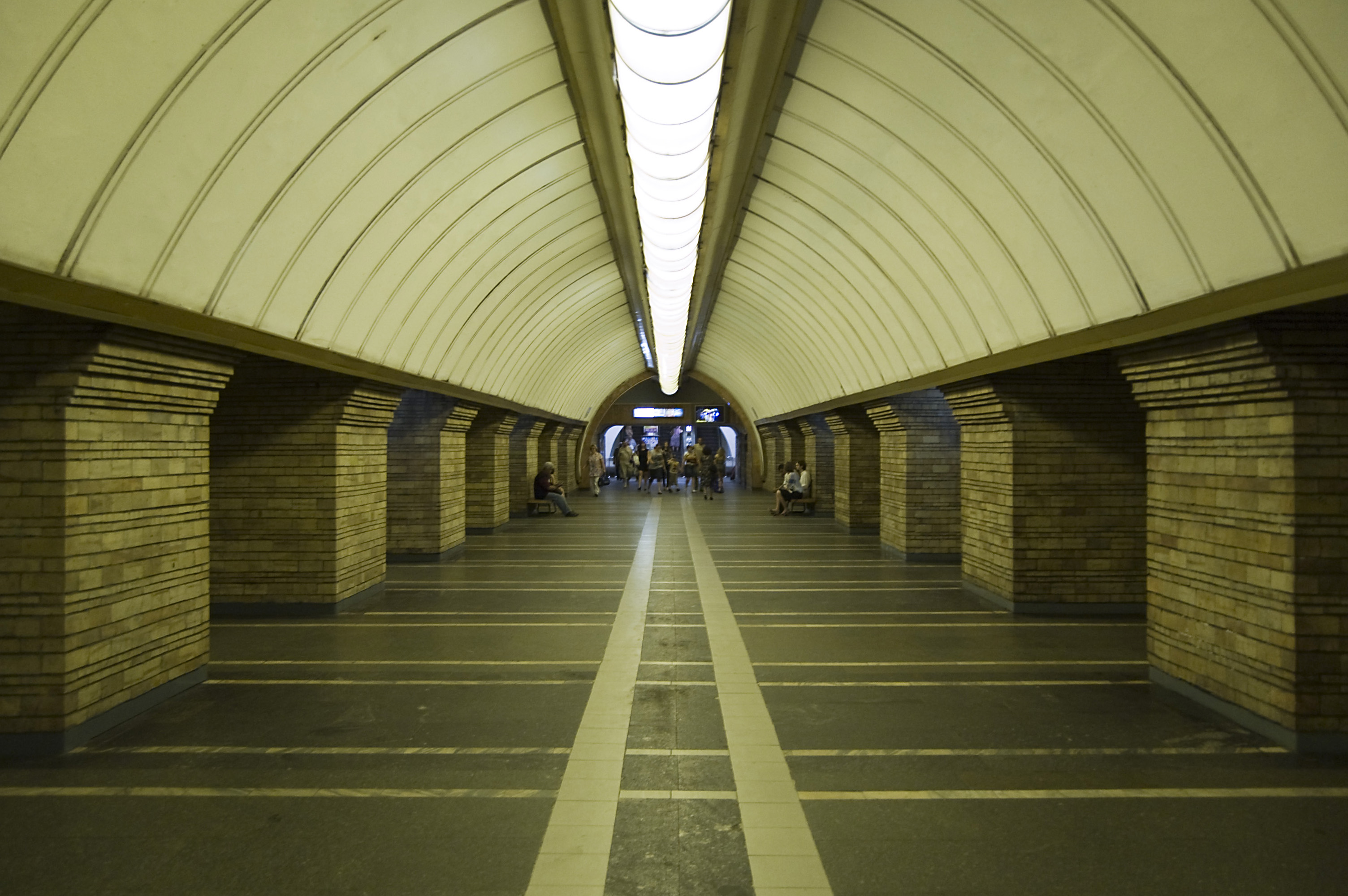
Станция метро «Зверинецкая»
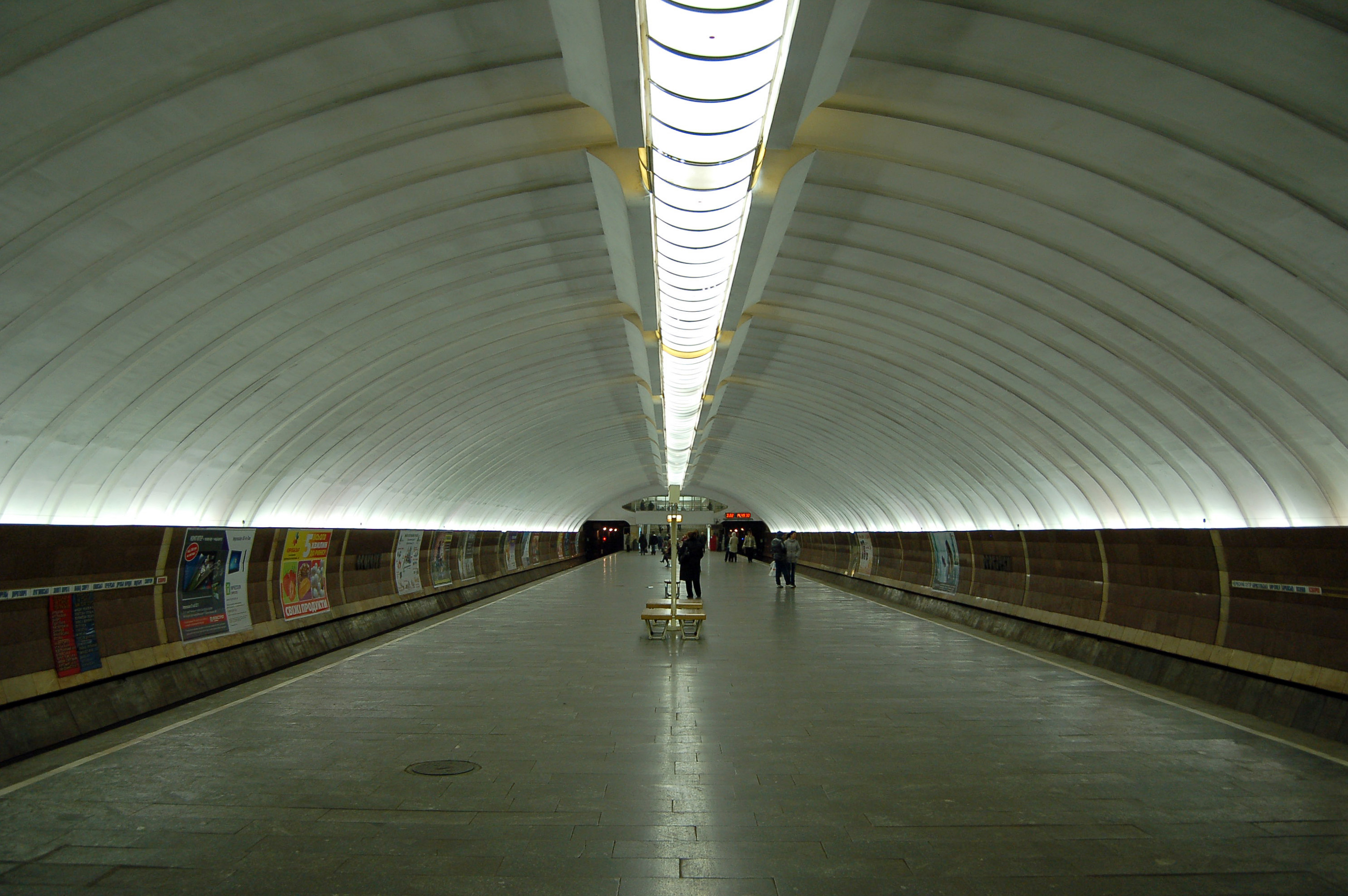
Станция метро «Осокорки»
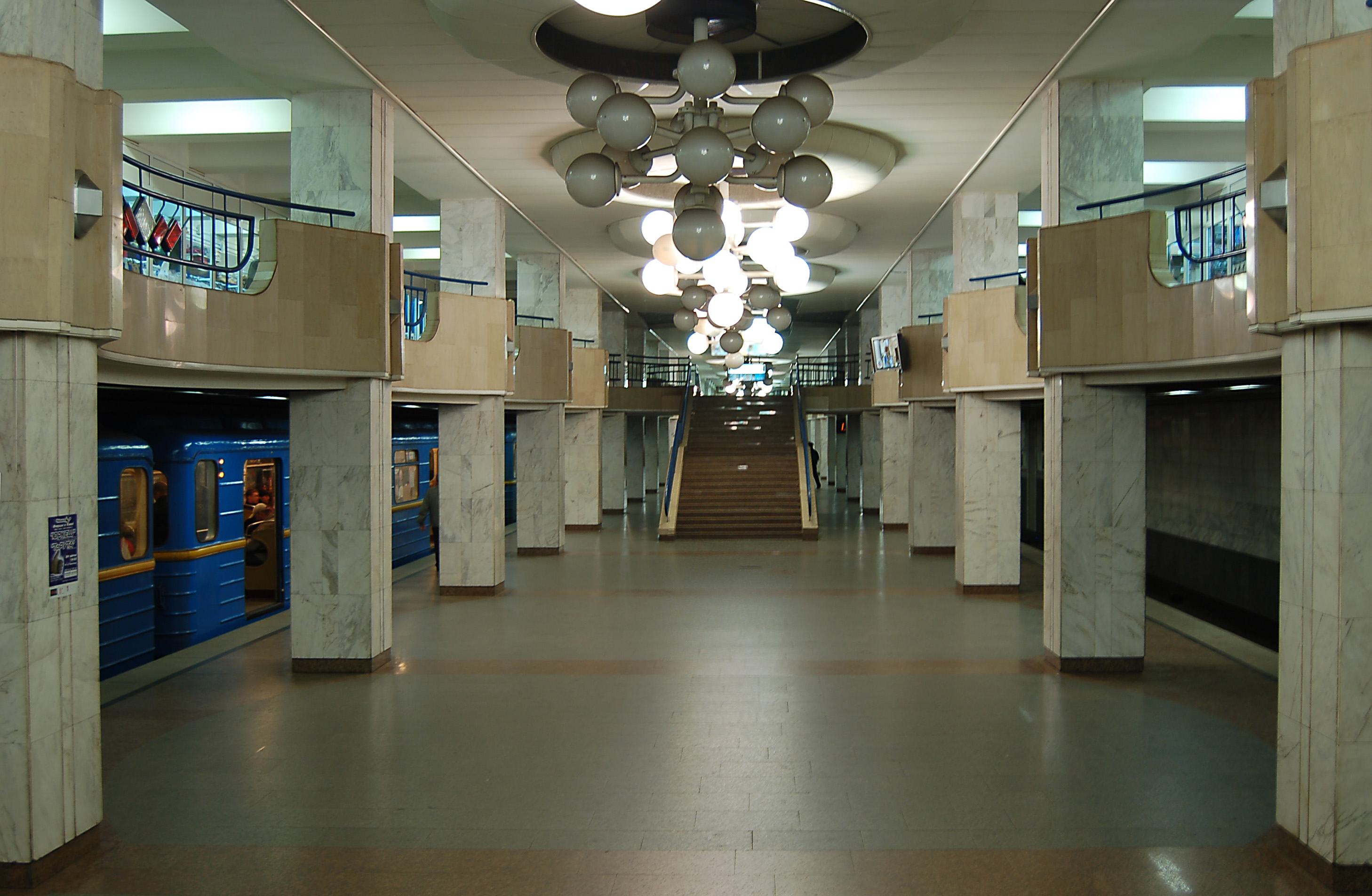
Станция метро «Академгородок»

### Жилые дома, административные и производственные здания
- Шахтные лифтоподъёмники в санаториях «Днепр», «Марат», «Горный» в Крыму.
- Реконструкция парковой зоны санатория «Нижняя Ореанда» в Крыму.
- Подземный спортивно-оздоровительный комплекс в виносовхозе «Абрау-Дюрсо» (Краснодарский край).
- Подземные переходы в Киеве Ашхабаде и Краснодаре.
- Индивидуальный жилой дом в Киеве по улице Боричев Ток.

### Семья
- Отец — Станислав Крушинский — украинский советский архитектор, автор станций «Крещатик», «Арсенальная», «Днепр» первой очереди Киевского метрополитена, лауреат премии Совета Министров СССР.
- Дочь — Елена Крушинская[источник не указан 1058 дней] — химик, исследователь и популяризатор деревянных храмов Украины.